# Goljam Perelik
Le Goljam Perelik (en bulgare : Голям Перелик) est le sommet le plus élevé de la chaîne montagneuse des Rhodopes, dans le sud de la Bulgarie, à 19 kilomètres à l'ouest de Smolyan.
Son ascension est aisée mais actuellement interdite en raison de la présence d'une unité de l'armée bulgare dans ses environs.